# Anna María Arías
Pour les articles homonymes, voir Arias.
Anna María Arías (12 juillet 1960 - 1er octobre 2001) est une journaliste et entrepreneure américaine d'origine hispanique. Elle a fondé le magazine Latina Style dont elle est aussi la rédactrice en chef.

## Biographie
Fille de Jesse Arias et de Rita Contreras, Anna Maria Arías naît à San Bernardino. Ses parents sont tous deux actifs en politique et membres du City Council de San Bernardino. Elle étudie à l'Université d'État de San Diego, puis obtient un Baccalauréat universitaire en lettres en communication de l'Université du Pacifique d'Hawaï. Elle épouse Robert Bard. 
Elle reçoit une bourse du Congressional Hispanic Caucus qui l'amène à travailler dans l'équipe de production du programme politique Crossfire (en) de CNN. 
Elle s'engage en faveur de la communauté latino-américaine dont elle s'efforce d'améliorer la visibilité dans les médias et les compétences économiques.
Anna María Arías est rédactrice en chef du magazine Hispanic pendant cinq ans et contribue à en faire un des magazines les plus appréciés du marché hispanique. 
Elle lance ensuite le magazine Latina Style en octobre 1994. Avec 150 000 exemplaires vendus et un lectorat de plus de 600 000 000, Latina Style est destiné aux femmes professionnelles hispaniques.  Il a pour objectif de couvrir la culture et la société latino-américaine et être une source d'information pour les entrepreneures comme pour les étudiantes. Cinq ans après sa création, en 1999, l'Association nationale des publications hispaniques le nomme Magazine anglais ou bilingue exceptionnel. La même année, Anna María Arías est nommée Entrepreneure de l'année par la Chambre de commerce hispanique du Grand Washington,.
Anna María Arías est fondatrice et présidente d'Arias Communications. Elle travaille également pour le Comité national démocrate comme organisatrice de campagne et chargée de médias pour les candidats aux élections présidentielles et locales.
Elle décède au Centre médical MD Anderson des complications liées à une greffe de moelle osseuse visant à traiter l'anémie aplasique dont elle souffre. Elle est inhumée au cimetière Mt. View de San Bernardino.
La Fondation Anna María Arías est créée en 2002 pour honorer les entrepreneurs d'origine latino-américaine. L'Association nationale des femmes américano-mexicaines (MANA) offre la bourse Anna María Arías aux femmes hispaniques qui fréquentent des collèges aux États-Unis.